# Шамс-і-Джаган
Шамс-і-Джаган (*д/н — 1408) — хан Могулістану в 1399—1408 роках.

## Життєпис
Походив з династії Чингізидів. Син Хизр-Ходжи, хана Могулістану. Про дату народження замало відомостей. У 1399 році після смерті батька оголосив себе ханом. Втім, проти цього виступили його брати Мухаммед-хан, Шер-Алі-оглан і Шах Джаханом. Фактично держава розпалася на декілька частин. У місті Бай став самостійним колишній емір Худайдада з племені дуглат. Шамс-і-Джагану довелося боротися проти цих ворогів, щоб знову об'єднати Могулістани.
Станом справ скористався Іскандер, онук Тамерлана, що був намісником Фергани. Він сплюндрував Кашгарію та Семиріччя, захопивши міста Аксу, Бай, Кашгар. Також пограбовано Турфан і кучу, завдано потужного удару долині Тарим. Це зашкодило й господарству держави. Водночас були послаблені вороги хана Шамс-і-Джагана. До 1402 року йому вдалося знову підкорити Могулістан, а братів визнати свою зверхність. У 1404 році дістав наказ Тамерлана готувати харчі для його війська, що вирушало проти Китаю. Але смерть у 1405 році останнього врятувало Могулістан.
Слідом за цим Шамс-і-Джаган вирішив втрутитися у боротьбу Тимурідів у Мавераннахрі. Так, він підтримав бунтівного еміра Хайдадада Хусейні, який захопив частину Ферганської долини. Вдалося відновити військову потугу Могулістану. 1407 року він відправив посольство до мінського імператора Чжу Ді щодо спільних дій проти Держави Тимуридів. Проте 1408 року раптово помер. Трон успадкував його брат Мухаммед-хан.